# Pedro Pinto (Fußballspieler, 1951)
Pedro Rosamel Pinto Jara (* 20. März 1951 in El Monte, Santiago de Chile) ist ein ehemaliger chilenischer Fußballspieler. Der Flügelstürmer absolvierte acht Länderspiele für Chile und wurde auf Vereinsebene zweimal chilenischer Meister. 

## Karriere

### Verein
Pedro Pinto spielte anfangs beim Amateurklub CD Caupolicán aus dem Stadtteil El Monte der Hauptstadt Santiago. 1969 kam der Offensivspieler zum CSD Colo-Colo, bei dem er in zwei Jahren zehn Ligaeinsätze hatte. Mit den Albos gewann er in seinem zweiten Jahr die Meisterschaft 1970. 1971 wechselte Pinto zu Green Cross Temuco. 1974 kam der Außenstürmer zum CD Palestino, bei dem er nach zwei Aufenthalten beim mexikanischen Atlético Potosino und bei Zweitligist San Antonio Unido seine Karriere beenden sollte. Mit Palestino gewann Pinto zweimal die Copa Chile und wurde 1978 erneut chilenischer Meister mit den Teamkollegen Elías Figueroa und Óscar Fabbiani. 1983 beendete Pinto nach mehreren Verletzungen seine Karriere.

### Nationalmannschaft
Pedro Pinto debütierte für die Nationalmannschaft Chiles im November 1974 unter Trainer Luis Álamos bei der Copa Carlos Dittborn gegen Argentinien. Er absolvierte zwei Pflichtspiele bei der Qualifikation zur Weltmeisterschaft 1978, für die sich die La Roja aber nicht qualifizierte. Insgesamt bestritt Pinto acht Länderspiele, in denen der Außenstürmer ohne Torerfolg blieb. Das letzte Spiel war für Pinto im August 1979 in der Copa Juan Pinto Durán gegen Uruguay.

## Erfolge
Colo-Colo
- Primera División: 1970

Palestino
- Copa Chile: 1975, 1977
- Primera División: 1978